# 湖南出版投资控股集团
湖南出版投资控股集团有限公司是一家总部位于中华人民共和国湖南省长沙市，集出版传媒、文化地产、金融投资、资产和物业管理等业务于一身的公司。

## 集团概况
湖南出版投资控股集团拥有37家子公司及分公司，其中包括中南出版传媒集团股份有限公司。湖南出版投资控股集团创立了中国文化行业内第一家企业财务公司及出版行业内第一家基金管理公司，是全国首家拥有电视和地铁媒体的出版集团。集团与华为、角川书店、中国移动、中国联通等行业一流公司合作，在北京、广州、上海等多地设有分支机构。

## 公司荣誉
- 第一届至第九届“文化企业30强”[4]

## 下属单位
- 中南出版传媒集团股份有限公司
- 湖南泊富地产发展有限公司
- 湖南新华书店实业发展有限责任公司
- 湖南远科航表面工程有限公司
- 湖南远泰生物技术有限公司
- 湖南省远景光电实业有限公司
- 湖南恒嘉策划代理有限公司
- 湖南华宏房地产开发有限公司
- 湖南教育音像电子出版社有限责任公司
- 湖南地图出版社有限责任公司
- 普瑞实业有限公司
- 普瑞酒店有限责任公司

## 企业高管
- 龚曙光（党委书记、董事长）
- 彭玻（党委委员、董事、总经理）
- 胡建勇（党委副书记、董事）
- 贺砾辉（党委委员、纪委书记、监事）
- 吴智勇（党委委员、监事会主席、工会主席）
- 丁双平（党委委员、董事）
- 彭兆平（党委委员、监事）
- 高军（党委委员、董事）
- 刘国瑛（党委委员、董事、副总经理）
- 舒斌（党委委员）